# Torrevelilla
Torrevelilla – gmina w Hiszpanii, w prowincji Teruel, w Aragonii, o powierzchni 33,44 km². W 2011 roku gmina liczyła 199 mieszkańców.